# Alberto Pereira Pires
Alberto Pereira Pires, conhecido como Beto, (3 de março de 1929) é um ex-futebolista brasileiro que atuava como lateral. Começou nos juvenis do Flamengo, do Rio de Janeiro (RJ), em 1947. Já em 1948 fez sua primeira aparição no time principal, no dia 4 de abril, no amistoso em que o Flamengo venceu o Ceará, em Fortaleza (CE), por 3x0.
Ficou no rubro-negro carioca até 23 de junho de 1953 (foi campeão carioca neste ano), tendo disputado 104 jogos e marcado sete gols. Nesse ano ficou dois meses no XV de Novembro, de Jaú (SP), e quando foi procurado pelo Vice-presidente do Vasco da Gama, João da Silva, acabou concordando em retornar ao futebol carioca, assinando contrato com o clube cruzmaltino em 15 de setembro de 1953. Permaneceu até 1956, quando disputou a última partida com a camisa do Vasco da Gama no dia 28 de agosto, na derrota diante do Palmeiras, no estádio do Pacaembu, por 2x1. Foi campeão carioca de 1956.
Em outubro ganhou passe livre e o alugou ao Taubaté, de São Paulo, onde o Botafogo foi buscá-lo posteriormente.
No Botafogo estreou no dia 27 de janeiro de 1957, em General Severiano, marcando um gol na vitória de 5x1 sobre o A.I.K., da Suécia. Desse jogo, até 1959, foram 115 jogos de Beto pelo Botafogo, tendo assinalado três gols.
Foi campeão do Campeonato Brasileiro de 1959 pelo Bahia, quando foi capitão da equipe na final, após a saída do lateral Leone antes do fim do campeonato.O último clube de Beto foi o C. R. Guará, de Brasília (DF), em 1965. Antes disso, jogou poucas partidas pela A. E. Cruzeiro do Sul, em 1963, e sagrou-se campeão brasiliense de 1964, pelo Rabello, ambos de Brasília.

## Títulos
Flamengo
- Campeonato Carioca: 1953

Botafogo
- Campeonato Carioca: 1957

Bahia
- Campeonato Brasileiro: 1959
- Campeonato Baiano: 1959 e 1960